# Область воспламенения
Область воспламенения газа, пара или взвеси — интервал концентрации горючего вещества, равномерно распределённого в данной окислительной среде (обычно в воздухе), в пределах которого вещество способно воспламеняться от источника зажигания с последующим распространением самостоятельного горения по смеси.
Область воспламенения ограничена нижними и верхними концентрационными пределами воспламенения (КПВ). Значения КПВ зависят от рода веществ и окислительной среды, параметров состояния, направления распространения пламени, формы и размера сосуда, в котором заключена смесь.
Данные об области воспламенения используются при расчёте взрывобезопасности среды внутри технологического оборудования, а также при расчёте предельно допустимых взрывобезопасных концентраций газов и паров в воздухе рабочей зоны при работах, связанных с появлением источников зажигания.